# Ioto Iotov
Ioto Iotov (în bulgară Йото Йотов; n. 22 mai 1969, Pernik, Republica Populară Bulgaria) este un halterofil ce a reprezentat Bulgaria, medaliat olimpic. A participat la 2 ediții ale Jocurilor Olimpice (1992, 1996) în care a câștigat două medalii de argint.